# Liparetrus urbulus
Liparetrus urbulus är en skalbaggsart som beskrevs av Britton 1980. Liparetrus urbulus ingår i släktet Liparetrus och familjen Melolonthidae. Inga underarter finns listade i Catalogue of Life.